# Подводные лодки типа «Скорпен»
Подводные лодки типа «Скорпен» — серия французских подводных лодок, строящихся на экспорт, так как ВМС Франции отказались от дизельных подводных лодок в пользу атомных. Эти лодки стоят на вооружении ВМС Чили, ВМС Бразилии и КМС Малайзии, а также строятся для Индии.

## Конструкция
Внешние очертания подводной лодки напоминают АПЛ типа «Руби». Благодаря такой форме корпуса удалось снизить шумность, а также гидродинамическое сопротивление во время движения. Также, для снижения шумности используются эластичные фундаменты под оборудованием.
«Скорпен» — однокорпусная лодка. Легкая надстройка из композиционных материалов закрывает прочный корпус сверху, и в носовой части. Внешние поверхности корпуса покрыты панелями звукоизолирующего материала. Хвостовое оперение имеет крестообразную форму. Нижний вертикальный стабилизатор имеет меньшую высоту, чем верхний для удобства залегания на дно. Прочный корпус диаметром 6,2 метра выполнен из стали марки 80 HLES, способной выдерживать давление на глубине 350 м. Внутри корпус разделен на два отсека коффердамом, вставленным в районе миделя. В коффердаме находится шлюз и аварийный люк. В носовом отсеке находятся торпедные аппараты, жилые помещения, а также центральный пост, в кормовом — в основном, элементы энергетической установки. Длина корпуса подлодки составляет 67,6 м, максимальная ширина — 8 м, осадка в надводном положении — 6,2 м. Водоизмещение подлодки составляет 1580 тонн в надводном положении и 1740 тонн — в подводном положении.
Благодаря высокой степени автоматизации численность экипажа подлодки удалось сократить до 31 человека — 6 офицеров и 25 старшин и матросов. Однако, имеется шесть дополнительных мест с откидными койками — для кадетов или коммандос. Повседневное управление субмариной осуществляет вахта из девяти человек. Имеющиеся запасы обеспечивают лодке автономность в 70 суток. Сокращение численности экипажа рассматривается проектировщиками как одно из важных мероприятий, направленных на снижение объёма средств по эксплуатации субмарин. Увеличение межремонтного периода позволяет подлодке проводить в море до 240 суток в год.
Вооружение включает шесть 533-мм носовых торпедных аппаратов, конструкция которых соответствует стандарту STANAG 4405. Стрельба из них ведётся самовыходом или пневматическим способом — в зависимости от типа оружия. Само же оружие может быть очень разнообразным и определяется конкретным заказчиком. Боекомплект торпед и ракет составляет 18 единиц, этим субмарины класса «Скорпен» выгодно отличаются от своего германского конкурента — подлодок типа 214. Загрузка боекомплекта является весьма сложной операцией, поскольку требует демонтажа нескольких панелей обшивки и установления специальной каретки. Однако, это нельзя считать существенным недостатком, подобные решения часто применяются на современных неатомных подводных лодках с их обтекаемыми очертаниями и отсутствием плоской палубы. Основу силовой установки составляет двигатель «Magtronic» компании «Jeumont Electric» — многофазный синхронный электромотор переменного тока с постоянным магнитным возбуждением. Главные магнитные поля в нём создаются кобальтовыми магнитами, без потерь в роторе двигателя, что повышает его КПД и уменьшает потребность в охлаждении. Система управления двигателем построена на биполярных транзисторах.
Силовая установка мощностью 2900 кВт позволяет подлодке развивать скорость 12 узлов на поверхности и 20,5 узла под водой. Дальность хода на поверхности составляет 6500 миль при скорости 8 узлов, под водой — 550 миль при скорости 4 узла.

## Представители
| Номер | Название           | Государство | Закладка        | Спуск на воду       | Вступление в строй | Место базирования      |
| ----- | ------------------ | ----------- | --------------- | ------------------- | ------------------ | ---------------------- |
| SS23  | O’Higgins          | Чили        | 18 ноября 1999  | 1 ноября 2003       | 8 сентября 2005    | Талькауано             |
| SS22  | Carrera            | Чили        | ноябрь 2000     | 24 ноября 2004      | 20 июля 2006       | Талькауано             |
|       | Tunku Abdul Rahman | Малайзия    | 25 апреля 2004  | 23 октября 2007     | январь 2009        | Сепанггар              |
|       | Tun Abdul Razak    | Малайзия    | 25 апреля 2005  | октябрь 2008        | декабрь 2009       | Сепанггар              |
| S21   | Kalvari            | Индия       | 1 апреля 2009   | 06 апреля 2015      | 14 декабря 2017    | Вишакхапатнам / Мумбаи |
| S22   | Khanderi           | Индия       | октябрь 2011    | 12 января 2017      | 28 сентября 2019   | Вишакхапатнам / Мумбаи |
| S23   | Karanj             | Индия       | декабрь 2012    | 31 января 2018      | 15 февраля 2021    | Вишакхапатнам / Мумбаи |
| S24   | Vela               | Индия       | н/д             | 6 мая 2019          | 2020 (план)        | Вишакхапатнам / Мумбаи |
| S25   | Vagir              | Индия       | н/д             | 12 ноября 2020      | 2021 (план)        | Вишакхапатнам / Мумбаи |
| S26   | Vagsheer           | Индия       | н/д             |                     | 2022 (план)        | Вишакхапатнам / Мумбаи |
| S40   | Riachuelo          | Бразилия    | 27 мая 2010     | 14 декабря 2018     | 1 сентября 2022    | Итагуаи                |
| S41   | Humaitá            | Бразилия    | 9 сентября 2013 | 11 декабря 2020     | 15 января 2024     | Итагуаи                |
| S42   | Tonelero           | Бразилия    | 2017            | декабрь 2021 (план) | н/д                | Итагуаи                |
| S43   | Angostura          | Бразилия    | 2018            | декабрь 2022 (план) | н/д                | Итагуаи                |